# Gustaf Sederholm
Gustaf Robert Sederholm, född 7 april 1868 i Nyköpings västra församling, Nyköping, död 18 december 1939 i Kila församling, Södermanland, var en svensk  politiker och ämbetsman.
Gustaf Sederholm var son till Edward Sederholm samt bror till Edvard  Sederholm och Henrik Sederholm. Han utexaminerades från lantbrukshögskolan i Ultuna 1889. Han var förvaltare och arrendator av fädernegården Ålberga i Södermanland från 1894 och blev dess ägare 1914. Han utsågs 1915 till ledamot av Statens Varuförmedlingsbyrå.
Sederholm var vice ordförande i Södermanlands läns hushållningssällskap, ordförande i Södermanlands skogsvårdsstyrelse sedan 1919, ledamot i styrelsen för Ultuna lantbruksinstitut sedan 1919 och för Centralanstalten för försöksväsendet på jordbruksområdet sedan 1921 och mycket verksam inom flera jordbrukssällskap. Sederholm blev ledamot av Lantbruksakademien 1906 och var dess preses 1932-1934.
Han kallades till sakkunnig vid processkommissionen 1919 och var från urtima riksdagen 1919 till 1939 ledamot av första kammaren, först för Södermanlands läns valkrets, från 1923 för Södermanlands läns och Västmanlands läns valkrets.
Åren 1927–1935 var han landshövding i Södermanlands län.